# Klimafilosofi
Klimafilosofi en gren inden for filosofien, der fokuserer på de filosofiske, etiske og teoretiske aspekter af klimaforandringer og den menneskelige påvirkning af miljøet. Denne disciplin udforsker komplekse spørgsmål om ansvar, retfærdighed, bæredygtighed og menneskets forhold til naturen i lyset af klimakrisen.

## Hovedtræk
Klimafilosofi udforsker etiske spørgsmål i relation til menneskelig adfærd og dens indvirkning på miljøet. Dette kan omfatte overvejelser om ansvar for klimaforandringer, intergenerationel retfærdighed og moralske forpligtelser over for naturen og fremtidige generationer.
Klimafilosofien overvejer også, hvordan man lever på en måde, der understøtter nuværende behov uden at skade fremtidige generationers evne til at opfylde deres egne behov. Dette emne omkring bæredygtighed omfatter diskussioner om forbrug, økonomisk vækst og livsstil.
Klimafilosofi omfatter også analyser af, hvordan klimaforandringer påvirker samfundsgrupper forskelligt, og spørgsmål om retfærdig fordeling af byrder og fordele i forbindelse med klimaindsatsen. Dette omfatter også spørgsmål om global retfærdighed i forhold til klimaforandringer.

## Særlige retninger

### Klimaeksistentialisme / eksistentiel klimafilosofi
Klimaeksistentialisme eller eksistentiel klimafilosofi er en filosofi som ser på klimaendringerne som en eksistentiel trussel mod menneskeheden og planeten som helhed. Dette perspektiv kombinerer bekymringen for klimaforandringer med eksistentielle spørgsmål om menneskehedens overlevelse og vores rolle i forhold til naturen.
Filosoffer, der repræsenterer klimaeksistentialisme, argumenterer for, at klimaforandringerne ikke kun er en miljømæssig udfordring, men også en trussel mod vores eksistens som art. Dette synspunkt kan inspirere til handling og politisk engagement for at tackle klimaforandringerne på en mere presserende måde.

### Klimafeminisme
Klimafeminisme en gren af feministisk teori og aktivisme, der fokuserer på forbindelserne mellem køn og klimaforandringer. Klimafeminisme argumenterer for, at klimaforandringer påvirker kvinder og andre marginaliserede grupper forskelligt og at et feministisk perspektiv er afgørende for at forstå og tackle disse udfordringer.

### Klima-anarkisme
Nogle filosoffer og aktivister inden for klimaet adskiller sig ved at omfavne anarkistiske ideer. Dette indebærer ofte en afvisning af autoritet og det nuværende politiske og økonomiske system som afgørende for at tackle klimakrisen.
Klimaanarkister afviser traditionelle hierarkier og autoritære strukturer, herunder statslige institutioner og kapitalistiske systemer, som de ser som centrale årsager til miljøproblemer. De søger mere horisontale, decentraliserede former for organisation og styring.
Klimaanarkisme fremmer ideen om direkte handling som et middel til at tackle klimaforandringer. Dette kan omfatte aktivisme, sabotage eller andre former for ikke-hierarkisk og ikke-statscentreret modstand mod miljøødelæggelse. Klimaanarkister søger ofte en grundlæggende omvæltning af samfundet mod mere bæredygtige og retfærdige strukturer. Dette kan omfatte en overgang til mere lokalt baserede økonomier, bæredygtig produktion og forbrug samt en generel afvisning af det nuværende kapitalistiske system.
Principperne om selvorganisering og selvdirektion er centrale for klimaanarkisme. Dette indebærer at skabe samfund og systemer, hvor folk deltager aktivt i beslutningstagning og håndtering af lokale ressourcer og miljømæssige udfordringer. Klimaanarkisme værdsætter samarbejde og kollektivisme som en måde at tackle fælles udfordringer på. Dette kan manifestere sig som samarbejdsprojekter, kooperativer eller andre former for ikke-hierarkiske organisationer.

## Vigtige klimafilosoffer

### Jedediah Purdy
Jedediah Purdy er en amerikansk forfatter, advokat og professor i jura. Han blev født den 17. december 1974 i Johnson City, Tennessee, USA. Purdy er kendt for sit arbejde inden for miljøfilosofi, politisk teori og juridisk filosofi.
En vigtig del af Purdys arbejde er hans engageren med klimaforandringer og miljøspørgsmål, som tydeligt ses i hans bog fra 2015, "After Nature: A Politics for the Anthropocene." Her udforsker han forholdet mellem mennesker og naturen i lyset af miljøudfordringerne og den menneskeskabte tidsalder kaldet Anthropocen.

### Timothy Morton
Timothy Morton, en britisk-amerikansk filosof, er kendt for sit arbejde inden for objektorienteret ontologi og hyperobjekter. Han har skrevet om menneskets forhold til naturen og klimaforandringer i værker som "Hyperobjects: Philosophy and Ecology after the End of the World."

### Dale Jameison
Dale Jamieson, en amerikansk filosof og professor i miljøfilosofi, har skrevet om etikken vedrørende klimaændringer. Hans værker inkluderer "Reason in a Dark Time: Why the Struggle Against Climate Change Failed – and What It Means for Our Future."

## Anvendelsesområder

### Klimapædagogik
Klimapædagogik henviser til en pædagogisk tilgang, der fokuserer på undervisning og læring om klimaforandringer, bæredygtighed og miljømæssig bevidsthed. Målet med klimapædagogik er at uddanne mennesker i alle aldersgrupper om klimaforandringer, deres årsager og konsekvenser, og at motivere dem til at træffe handlinger, der fremmer bæredygtighed og miljøvenlige praksisser. Klimapædagogikken har en tæt forbindelse til klimafilosofien, som den blandt andet er repræsenteret af Jedediah Purdy

### Klimaaktivisme
Miljøaktivister og organisationer kan drage nytte af klimafilosofi ved at integrere filosofiske ideer og værdier i deres kampagner. Dette kan bidrage til at styrke budskaber om bæredygtighed, retfærdighed og respekt for naturen.

### Klimapolitik
Klimafilosofi kan informere politiske beslutningstagere om grundlæggende filosofiske perspektiver på natur, ressourcer og bæredygtighed. Dette kan hjælpe med at forme politikker, der adresserer klimaændringer og miljøspørgsmål på en mere nuanceret måde.

## Beslægtede tilgange

### Klimaidehistorie
Klimaidehistorie er en tilgang inden for idehistorie, der fokuserer på udviklingen af idéer i relation til klima, klimaforandringer eller menneskets forhold til miljøet. Dette kan omfatte undersøgelse af filosofiske, videnskabelige, politiske og kulturelle idéer, der er relevante for forståelsen af klimaet og dets indvirkning på samfundet.

### Klimaspiritualitet
Klimaspiritualitet er en tilgang til klimaforandringer, der kombinerer miljømæssige bekymringer med spirituelle og åndelige dimensioner. Det indebærer ofte en forbindelse mellem menneskets forhold til naturen, etiske overvejelser om miljøet og en form for åndelighed eller religiøs tro.
Mange tilhængere af klimaspiritualitet tror på, at en øget åndelig bevidsthed og vækst kan bidrage til en mere bæredygtig og ansvarlig forvaltning af miljøet. Dette kan omfatte meditation, refleksion og åndelige praksisser for at udvikle en dybere forståelse af vores forhold til planeten.